# Вілкінс Тауншип (округ Аллегені, Пенсільванія)
Вілкінс Тауншип (англ. Wilkins Township) — селище (англ. township) в США, в окрузі Аллегені штату Пенсільванія. Населення — 6350 осіб (2020).

## Демографія
Згідно з переписом 2010 року, у селищі мешкало 6357 осіб у 3148 домогосподарствах у складі 1700 родин. Було 3381 помешкання
Расовий склад населення:
| - 83,7 % — білих - 11,8 % — чорних або афроамериканців - 2,1 % — азіатів - 0,3 % — корінних американців |

До двох чи більше рас належало 1,7 %. Частка іспаномовних становила 1,3 % від усіх жителів.
За віковим діапазоном населення розподілялося таким чином: 15,2 % — особи молодші 18 років, 61,7 % — особи у віці 18—64 років, 23,1 % — особи у віці 65 років та старші. Медіана віку мешканця становила 48,0 року. На 100 осіб жіночої статі у селищі припадало 87,0 чоловіків;  на 100 жінок у віці від 18 років та старших — 86,0 чоловіків також старших 18 років.
Середній дохід на одне домашнє господарство  становив 65 060 доларів США (медіана — 51 644), а середній дохід на одну сім'ю — 82 506 доларів (медіана — 69 189). Медіана доходів становила 47 031 долар для чоловіків та 38 389 доларів для жінок. За межею бідності перебувало 9,6 % осіб, у тому числі 22,6 % дітей у віці до 18 років та 2,8 % осіб у віці 65 років та старших.
Цивільне працевлаштоване населення становило 3190 осіб. Основні галузі зайнятості: освіта, охорона здоров'я та соціальна допомога — 26,3 %, роздрібна торгівля — 17,1 %, науковці, спеціалісти, менеджери — 11,7 %, мистецтво, розваги та відпочинок — 8,3 %.